# Miss Agent 2: Uzbrojona i urocza
Miss Agent 2: Uzbrojona i urocza (ang. Miss Congeniality 2: Armed and Fabulous) – amerykański film fabularny z 2005. Kontynuacja filmu Miss Agent.

## Fabuła
Atrakcyjna funkcjonariuszka FBI Gracie Hart po udanym przeprowadzeniu akcji ujęcia przestępców podczas wyborów Miss Stanów Zjednoczonych staje się powszechnie rozpoznawalna w kraju, co jednak wiąże się głównie z komplikacjami w jej życiu zawodowym – w trakcie interwencji podczas napadu na bank zostaje rozpoznana przez jednego z fanów, co doprowadza do ucieczki napastników. W tym czasie kończy się także jej związek z Erikiem Matthewsem. Załamana utratą chłopaka i zmuszona porzucić dotychczasową pracę, przyjmuje stanowisko specjalistki ds. public relations dbającej o dobry wizerunek FBI w mediach, a w pełnieniu obowiązków rzeczniczki prasowej FBI pomaga jej osobisty stylista, Joel Myers, a także makijażystki: Pam i Janine.
Mimo początkowej niechęci do pełnienia nowej roli w firmie, Hart z czasem coraz chętniej bryluje na salonach i udziela wywiadów telewizyjnych, a także wydaje książkę autobiograficzną pt. „Od złego zachowania do Miss Agent”. Podczas wystąpień publicznych ochrania ją agentka Sam Fuller, która jest bystra, twarda, ambitna i silnie skoncentrowana na karierze, a także – jak niegdyś Hart – ma problemy z opanowaniem złości. Fuller jest wrogo nastawiona do Hart i otwarcie zarzuca jej utratę kontaktu z rzeczywistością oraz dawnej siły.
Hart w trakcie jednego ze spotkań autorskich dowiaduje się o tym, że jej przyjaciele z wyborów miss – Cheryl Frasier i Stan Fields – zostali uprowadzeni podczas dobroczynnej wizyty w Las Vegas. Porywaczami okazują się bracia Karl i Lou Steele. Prowadzeniem śledztwa zajmuje się lokalny agent FBI, ambitny i wścibski funkcjonariusz Walter Collins, który w rozwiązaniu sprawy porwania upatruje szansy na uznanie w pracy. Pomaga mu młodszy agent Jeff Foreman, w którym Hart dostrzega potencjał, dlatego chce wesprzeć go w rozwoju zawodowym. Dowiedziawszy się o opieszałości obu agentów w prowadzeniu akcji ratowniczej, agentka postanawia na własną rękę odnaleźć przyjaciół, czemu sprzeciwiają się jej zwierzchnicy, którzy obawiają się o zdrowie Hart. Agentka mimo to rusza na ratunek przyjaciołom, w czym towarzyszą jej Fuller i Joel.
Hart dowiaduje się, że kierowca wożący Frasier i Fieldsa po Las Vegas przyjął łapówkę od sobowtóra Dolly Parton i zaparkował samochód tak, by umożliwić porywaczom uprowadzenie pary. Po tym, jak Hart nieumyślnie atakuje piosenkarkę, bo myli ją z jej sobowtórem, dostaje od Collinsa nakaz powrotu do Nowego Jorku. Na lotnisku zdaje sobie sprawę, że celem porywaczy nie była Cheryl (jak dotychczas zakładała), a Stan. Razem z Sam i Joelem wraca do Las Vegas, gdzie w celu pozyskania informacji o przyjaciołach udaje się do lokalnego domu starości. Tam – przebrana z rzutką seniorkę – dowiaduje się o uzależnieniu Fieldsa od hazardu, z czego wnioskuje, że mężczyzna mógł zostać porwany przez lichwiarzy w związku z zaciągniętymi długami. Przeszukując akta w siedzibie FBI (w celu odnalezienia potencjalnych podejrzanych), zostaje przyłapana przez Collinsa, który nakazuje jej powrót do Nowego Jorku. Hart przed opuszczeniem siedziby FBI ogląda film, na którym Cheryl – przetrzymywana z Fieldsem w starej chacie na pustyni – przedstawia żądania porywaczy.
Hart, Fuller i Joel udają się do klubu nocnego „The Oasis Club”, by porozmawiać z sobowtórem Dolly Parton. Ten jednak znajduje się za kulisami lokalu, a żeby się tam dostać, agenci startują w konkursie dla drag queens. Fuller przebiera jest za Tinę Turner, a Hart i Joel zakładają wysokie nakrycie głowy i kanarkową suknię, oba ozdobione ogromnymi strusimi piórami, które ograniczają im ruchy. Dzięki brawurowymi wykonaniu utworu „Proud Mary” przechodzą do kolejnego etapu konkursu i trafiają za kulisy klubu. Sobowtór Dolly Parton ujawnia agentom, że pracował z porywaczem na Wyspie Skarbów i został przez niego zmuszony do przekupienia kierowcy Cheryl i Stana. Hart z zakodowanej wiadomości z filmu od porywaczy orientuje się, że Cheryl i Stan znajdują się na dnie zatapianego statku, który jest wykorzystywany jako atrakcja turystyczna podczas bitwy statków pirackich na Wyspie Skarbów. Hart w trakcie ratowania przyjaciół zaczepia piórami o dno umieszczonej na statku armaty, przez co nie może wynurzyć się z dna statku. Przed utonięciem w ostatniej chwili ratuje ją Fuller, z którą zaprzyjaźnia się w trwania całej akcji.

## Obsada
- Sandra Bullock – Gracie Hart
- Regina King – Sam Fuller
- Enrique Murciano – Jeff Foreman
- Heather Burns – Cheryl Frasier
- Treat Williams – Walter Collins
- Michael Caine – Victor Melling
- Diedrich Bader – Joel Myers
- William Shatner – Stan Fields
- Nick Offerman – Karl Steele
- Abraham Benrubi – Lou Stelle
- Elisabeth Röhm – Janet McCarren
- Leslie Grossman – Pam
- Emy Coligado – Agent Gate
- Michelle Page – punkówa
- Dolly Parton – Ona sama